# Recchia hirsuta
Recchia hirsuta là một loài bọ cánh cứng trong họ Cerambycidae.